# Jamie Delano
Jamie Delano (né en 1954 à Northampton) est un scénariste de bande dessinée britannique qui travaille pour l'industrie américaine du comic book depuis la fin des années 1980. Il est surtout connu pour avoir écrit 37 des 40 premiers numéros de Hellblazer, série lancée par DC Comics en 1988 à partir d'un personnage imaginé par Alan Moore.

## Prix
- 1992 :  Prix Haxtur de la meilleure histoire courte pour Hellblazer : The Bloody Saint (avec Bryan Talbot)